# (2351) O'Higgins
(2351) O'Higgins es un asteroide perteneciente al cinturón de asteroides, descubierto el 3 de noviembre de 1964 por el equipo de la Universidad de Indiana desde el Observatorio Goethe Link, Brooklyn (Estados Unidos).  

## Designación y nombre
Designado provisionalmente como 1964 VD. Fue nombrado O'Higgins en honor al político y militar chileno Bernardo O'Higgins.